# Derik Osede
Derik Osede Prieto (Madrid, 21 febbraio 1993) è un calciatore spagnolo, di origini nigeriane, difensore svincolato.

## Carriera

### Club
Dal 2012 al 2015 gioca nella squadra riserve del Real Madrid, con cui trascorre prima due stagioni nella seconda divisione spagnola e poi una stagione (la 2014-2015) nella terza divisione spagnola. In seguito ha giocato con il Bolton nella seconda divisione inglese (nelle stagioni 2015-2016 e 2017-2018, mentre nella stagione 2016-2017 ha giocato in terza divisione) e con il Numancia (36 presenze e 2 reti in incontri di campionato) in quella spagnola. Nella stagione 2020-2021 ha giocato nella terza divisione spagnola al Deportivo La Coruña, per poi nel 2022 vestire la maglia dell'Alcoyano nella medesima categoria, nella quale ha successivamente militato anche con il Pontevedra nella seconda metà della stagione 2022-2023. Sempre nel 2023 ha poi giocato 8 partite nella prima divisione irlandese con il Waterford, mentre nel 2024 ha disputato 7 partite nella prima divisione finlandese con la maglia dell'Inter Turku, con i quali ha anche vinto una Coppa di Lega.

### Nazionale
Ha giocato nelle nazionali giovanili spagnole Under-16, Under-17 ed Under-18.
Ha vinto, insieme alla sua nazionale, il Campionato europeo di calcio Under-19 2012 in Estonia. Il 2 luglio 2013 va a segno nella partita vinta per 2-1 contro il Messico negli ottavi di finale dei Mondiali Under-20.
Tra il 2013 ed il 2015 ha giocato in totale 2 partite con la maglia della nazionale spagnola Under-21.

## Statistiche

### Presenze e reti nei club
Statistiche aggiornate al 16 luglio 2021.
| Stagione                    | Squadra                     | Campionato                  | Campionato | Campionato | Coppe nazionali | Coppe nazionali | Coppe nazionali | Coppe continentali | Coppe continentali | Coppe continentali | Altre coppe | Altre coppe | Altre coppe | Totale | Totale |
| Stagione                    | Squadra                     | Comp                        | Pres       | Reti       | Comp            | Pres            | Reti            | Comp               | Pres               | Reti               | Comp        | Pres        | Reti        | Pres   | Reti   |
| --------------------------- | --------------------------- | --------------------------- | ---------- | ---------- | --------------- | --------------- | --------------- | ------------------ | ------------------ | ------------------ | ----------- | ----------- | ----------- | ------ | ------ |
| 2011-2012                   | Real Madrid C               | TD                          | 36         | 1          | -               | -               | -               | -                  | -                  | -                  | -           | -           | -           | 36     | 1      |
| 2012-2013                   | Real Madrid C               | SDB                         | 15         | 0          | -               | -               | -               | -                  | -                  | -                  | -           | -           | -           | 15     | 0      |
| Totale Real Madrid C        | Totale Real Madrid C        | Totale Real Madrid C        | 51         | 1          |                 | -               | -               |                    | -                  | -                  |             | -           | -           | 51     | 1      |
| 2012-2013                   | Real Madrid Castilla        | SD                          | 11         | 0          | -               | -               | -               | -                  | -                  | -                  | -           | -           | -           | 11     | 0      |
| 2013-2014                   | Real Madrid Castilla        | SD                          | 18         | 1          | -               | -               | -               | -                  | -                  | -                  | -           | -           | -           | 18     | 1      |
| 2014-2015                   | Real Madrid Castilla        | SDB                         | 22         | 0          | -               | -               | -               | -                  | -                  | -                  | -           | -           | -           | 22     | 0      |
| Totale Real Madrid Castilla | Totale Real Madrid Castilla | Totale Real Madrid Castilla | 51         | 1          |                 | -               | -               |                    | -                  | -                  |             | -           | -           | 51     | 1      |
| 2015-2016                   | Bolton                      | FLC                         | 23         | 0          | FA+EFL          | 0+0             | 0               | -                  | -                  | -                  | -           | -           | -           | 23     | 0      |
| 2016-2017                   | Bolton                      | FLO                         | 25         | 0          | FA+EFL          | 1+1             | 0               | -                  | -                  | -                  | -           | -           | -           | 27     | 0      |
| 2017-2018                   | Bolton                      | FLC                         | 17         | 0          | FA+EFL          | 1+2             | 1+1             | -                  | -                  | -                  | -           | -           | -           | 20     | 2      |
| Totale Bolton               | Totale Bolton               | Totale Bolton               | 65         | 0          |                 | 2+3             | 1+1             |                    | -                  | -                  |             | -           | -           | 70     | 2      |
| 2018-2019                   | Numancia                    | SD                          | 11         | 0          | -               | -               | -               | -                  | -                  | -                  | -           | -           | -           | 11     | 0      |
| 2019-2020                   | Numancia                    | SD                          | 25         | 2          | CR              | 1               | 0               | -                  | -                  | -                  | -           | -           | -           | 26     | 2      |
| Totale Numancia             | Totale Numancia             | Totale Numancia             | 36         | 2          |                 | 1               | 0               |                    | -                  | -                  |             | -           | -           | 37     | 2      |
| 2020-2021                   | Deportivo La Coruña         | SDB                         | 8          | 0          | CR              | 1               | 0               | -                  | -                  | -                  | -           | -           | -           | 9      | 0      |
| Totale carriera             | Totale carriera             | Totale carriera             | 211        | 4          |                 | 4+3             | 1+1             |                    | -                  | -                  |             | -           | -           | 218    | 6      |

## Palmarès

### Club

#### Competizioni nazionali
- Coppa di Lega finlandese: 1

Inter Turku: 2024

### Nazionale
- Campionato d'Europa Under-19: 1

Estonia 2012